# Kruisfontein
Kruisfontein is een subplaats (Sub Place) in de Zuid-Afrikaanse provincie Oost-Kaap (gemeente Kouga).
Kruisfontein telt ongeveer 15.000 inwoners en maakt deel uit van de hoofdplaats (main place) Humansdorp in de gemeente Kouga.